# Gonzalo Canale

a Compétitions nationales et continentales officielles uniquement.

b Matchs officiels uniquement.
Dernière mise à jour le 30 octobre 2021.
Gonzalo Javier Canale, né le 11 novembre 1982 à Cordoba (Argentine), est un joueur de rugby à XV d'origine argentine et de nationalité italienne en rugby. 
Il a joué en équipe d'Italie et a évolué au poste de centre au sein de l'effectif de l'Atlantique stade rochelais (1,81 m pour 95 kg).

## Carrière

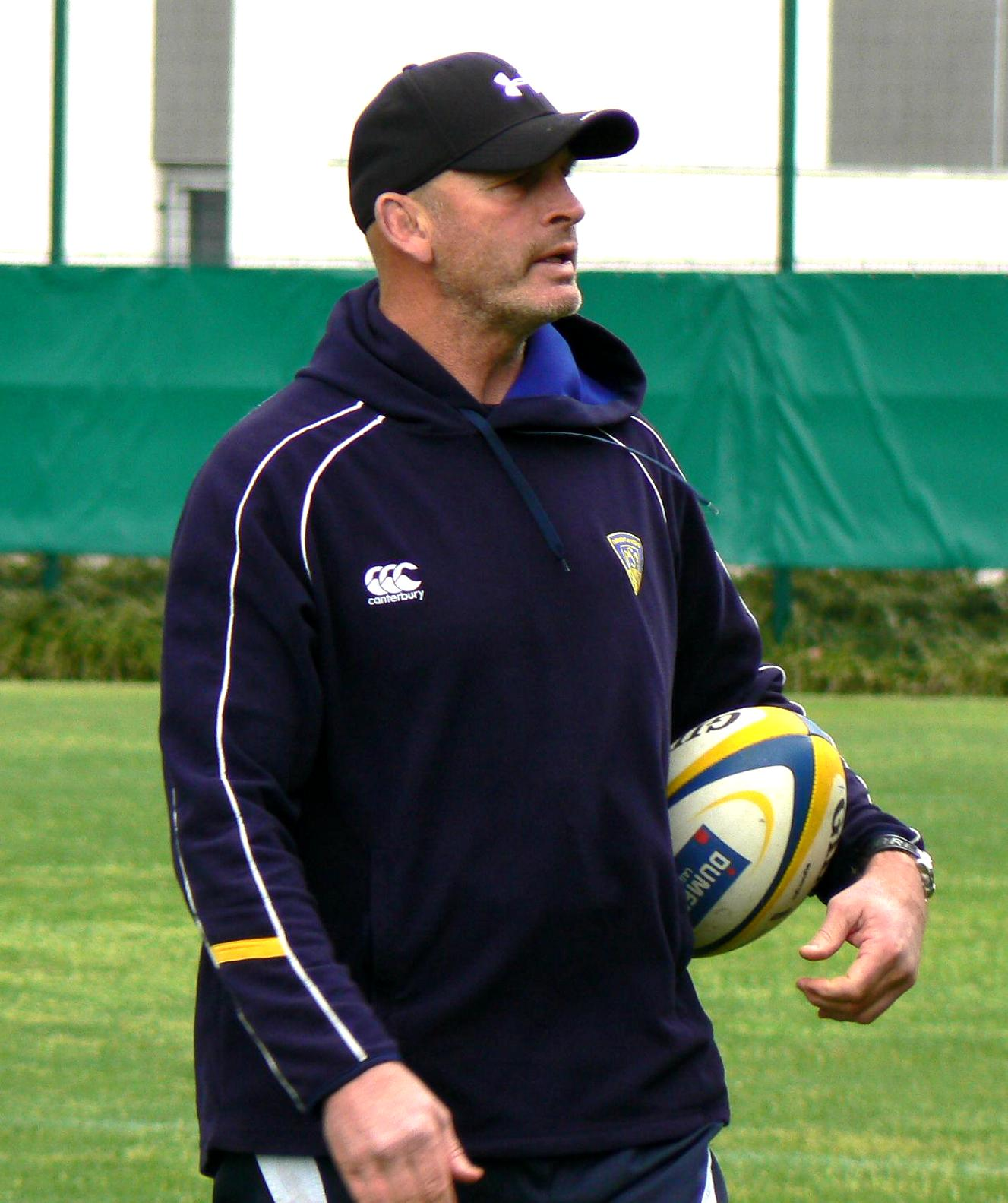
Vern Cotter est le manager de Gonzalo Canale de 2006 à 2012.

### En club
- 2001 - 2005 : Benetton Trévise
- 2005 - 2012 : ASM Clermont
- 2012 - 2015 : Atlantique stade rochelais .

### En équipe nationale
Il a honoré sa première cape internationale en équipe d'Italie le 23 août 2003 à Édimbourg par une défaite 47-17 contre l'équipe d'Écosse.

## Palmarès

### En club
- Championnat d'Italie :
- Vainqueur (2) : 2003 , 2004

- Championnat de France :
  - Vainqueur (1) : 2010
  - Finaliste (3) : 2007, 2008 et 2009
- Challenge Européen : 
  - Vainqueur (1) : 2007

### En équipe nationale
(au 4/9/2015)
- 86 sélections en équipe d'Italie depuis 2003.
- 7 essais (35 points)
- Sélections par année : 6 en 2003, 6 en 2004, 7 en 2005, 8 en 2006; 9 en 2007, 7 en 2008, 9 en 2009, 10 en 2010, 11 en 2011, 5 en 2012, 9 en 2013
- Tournois des Six Nations disputés : 2004; 2005; 2006; 2007; 2008; 2009; 2010; 2011; 2012; 2013

- Équipe d'Italie -21 ans : participation au tournoi des six nations 2003
- Équipe d'Italie -19 ans : participation à la coupe du monde 2000 au Chili

En coupe du monde :
- 2011 : 4 sélections (Australie, Russie, États-Unis, Irlande)
- 2007 : 3 sélections (Roumanie, Portugal, Écosse)
- 2003 : 4 sélections (Nouvelle-Zélande, Tonga, Canada, Pays de Galles)